# Kružno
Kružno je obec na Slovensku v Banskobystrickém kraji v okrese Rimavská Sobota. Žije zde 347 obyvatel.

## Polohopis
Kružno patří do společnosti obcí, které se sdružily do Mikroregionu Rimava-Rimavica.

## Dějiny
Obec Kružno se v roce 1923 stala osadou, kdy se přistěhovalci z Detvianska a Kokavských vrchů začali podílet na parcelaci majetku bývalého barona Henryka Lužinského a prodeje pozemků velkostatkáři Štěpána Stanislava z Ožďan.
Když měla osada asi 95 obyvatel, byla přičleněna k obci Sušany. V roce 1926 se k osadě Kružno přidružila i osada Grošovka (Garažka) ležící severně.
Obyvatelstvo se zabývalo většinou zemědělstvím a chovem skotu, který prodávali na výročních i měsíčních trzích. Byli zde však i dělníci a nádeníci, pracující na stavbách nebo hospodářských sezónních pracích v okolí. V zimě se téměř všechno mužské obyvatelstvo věnovalo v okolních horách dřevorubectvím a ženy doma předení a tkaní.
V květnu 1927 římskokatolický duchovní z Velké Suché Jan Krištofčák vysvětil hřbitov a zvonici. V březnu roku 1929 byla dokončena stavba školy.

## Symboly obce

### Znak obce Kružno
Na pojmenování obce měla vliv trnkami obrostlá mýtina - Kružina, uprostřed s roubenou studnou. Jako nejvhodnější erbovní symbol byl vybrán motiv studny mezi trnkami. Na zvýraznění skutečnosti, že jde o studnu, se na její okraj přidal symbol džbánu na nabírání vody. Studna vyjadřuje myšlenku života, mládí, uzdravování, ale i poznání a moudrosti.

### Vlajka obce Kružno
Sestává z pěti podélných pruhů v barvách modré, bílé, červené, žluté a zelené. Vlajka má poměr stran 2:3 a ukončena je třemi cípy, tj. dvěma zástřih sahajícími do třetiny její listu.

## Stavby
V roce 1928 byla Slovenskou ligou v obci postavena Jubilejní škola, čemuž napomohla i skutečnost, že v této době v obci působil jako učitel Fraňo Kráľ. V současnosti má v budově sídlo mateřská škola. Další významnou stavbou v obci je budova kulturního domu, ve které sídlí i obecní úřad. V obci vzniká nový římskokatolický kostel.